# Ngọ Cương Trang
Ngọ Cương Trang là giám sát ngự sử thời Lê sơ, đỗ đồng tiến sĩ năm 1511.

## Thân thế
Ngọ Cương Trang là người làng Xuân Lôi, huyện Yên Phong (Bắc Ninh).

## Sự nghiệp
Ông đậu đồng tiến sĩ khoa Tân Mùi năm Hồng Thuận. Ông làm quan đến chức giám sát ngự sử. Khi nhà Mạc giành ngôi nhà Lê sơ, ông không chịu theo Mạc.

## Nhận định
Phan Huy Chú có viết một mục về ông tại phần "Bề tôi tiết nghĩa" trong Lịch triều hiến chương loại chí, ở phần "Nhân vật chí". Theo Phan Huy Chú, Ngọ Cương Trang được khen là có tiết nghĩa do không theo nhà Mạc.